# Valery Dudin
Valery Arkadyevich Dudin (en russe : 'Валерий Аркадьевич Дудин , né le 20 août 1963 dans l'oblast de Kirov[réf. nécessaire]) est un ancien lugeur soviétique actif dans les années 1980. 
Il a obtenu la médaille d'argent derrière Paul Hildgartner et son compatriote Sergey Danilin aux Jeux olympiques d'hiver de 1984 à Sarajevo. Ce fut son seul podium qu'il ait obtenu au niveau international.

## Palmarès

### Jeux olympiques d'hiver
- Médaille de bronze en simple aux JO de Sarajevo 1984
- Dix-septième aux JO de Calgary 1988